# Minneriya
Minneriya (en cingalés: : මින්නේරිය) es una pequeña ciudad del Distrito de Anuradhapura en la provincia Central del Norte de Sri Lanka. Es famosa por dos cosas: 
- El gran lago Minneriya construido por el rey Mahasen
- El Parque Nacional Minneriya, que es un lugar de moda para los amantes de los safaris debido a su abundancia de elefantes.[1]

Además, está cerca de Habarana, un lugar ideal para turistas, y de los sitios declarados Patrimonio de la Humanidad por Anuradhapura, Polonnaruwa y Sigiriya.
El área es sede también del Centro de Entrenamiento de la Infantería así como un centro de formación de la Policía Militar del Ejército de Sri Lanka. El 6º Regimiento de Artillería tiene una base en Minneriya junto con una base de la Fuerza Aérea de Sri Lanka en Hingurakgoda.